# Pycnarmon mallaleuca
Pycnarmon mallaleuca is een vlinder van de familie van de grasmotten (Crambidae). De wetenschappelijke naam van deze soort is voor het eerst voorgesteld als Stenia mallaleuca door George Francis Hampson in een publicatie uit 1907.
De soort komt voor in Brazilië (Paraná).